# Адмитанс
Адмитансът (от френски: Admittance), наричан още комплексна проводимост, е измерение за това колко лесно една верига пропуска по нея да тече ток. Адмитансът е реципрочен на импеданса. Бележи се с Y и се измерва в сименси (S). Терминът „адмитанс“ е употребен за пръв път от Оливър Хевисайд.
Следната зависимост е установена за адмитанса:
{\displaystyle Y={\frac {1}{Z}}\,}

където:

{\displaystyle Y} е адмитансът;

{\displaystyle Z} е импедансът.

Адмитансът може, също така, да бъде изразен като комплекс от проводимостта (реална част) и реактивната проводимост (имагинерна част) на елемента:

{\displaystyle Y=G+jB\,}

където:

{\displaystyle G} е проводимостта;

{\displaystyle B} е реактивната проводимост;

{\displaystyle j} е имагинерната единица.